# Югово (Болгария)
Югово (болг. Югово) — село в Болгарии. Находится в Пловдивской области, входит в общину Лыки. Население составляет 48 человек.

## Политическая ситуация
Югово подчиняется непосредственно общине и не имеет своего кмета.
Кмет (мэр) общины Лыки — Красимир Славчев Манов (Болгарская социалистическая партия (БСП)) по результатам выборов в правление общины.